# Sint-Annakapel (Sevenum, Staarterstraat)
De Sint-Annakapel is een veldkapel in Sevenum in de Nederlands Noord-Limburgse gemeente Horst aan de Maas. De kapel staat nabij Staarterstraat 25 aan de westkant van het dorp.
Ten noordoosten van Sevenum staat nog een Sint-Annakapel.
De kapel is gewijd aan Sint-Anna.

## Geschiedenis
Ergens tussen 1729 en 1745 werd het kapelletje gesticht en werd gebouwd door Peter Vostermans, een meester-timmerman.

## Gebouw
De in schoon bakstenen metselwerk uitgevoerde kapel heeft een driezijdige koorsluiting en wordt gedekt door een zadeldak van leien. Op de hoeken van de gevels zijn steunberen aangebracht en de beide rechte zijgevels bevatten een rond venster. De frontgevel is een gezwenkte topgevel en heeft zijpilasters. In het bovenste gedeelte van de frontgevel bevindt zich een segmentboogvormige nis, waarin op een houten achtergrond een kruisbeeld is aangebracht, met boven de nis een muuranker in de vorm van een Franse lelie. De frontgevel bevat verder de segmentboogvormige toegang die wordt afgesloten met een groene deur.
Van binnen is de kapel wit gestuukt en tegen de achterwand is het altaar geplaatst. Boven het altaar bevindt zich in de achterwand een segmentboogvormige nis die wordt afgesloten door een smeedijzeren traliedeurtje. In de nis staat een beeldje van de heilige Anna met Maria.
De kapel bevindt zich op een ommuurd driehoekig pleintje, waarop ook enkele lindebomen staan.